# Пилаєва
Пила́єва (рос. Пылаева) — присілок у складі Пишминського міського округу Свердловської області.
Населення — 269 осіб (2010, 281 у 2002).
Національний склад станом на 2002 рік: росіяни — 94 %.